# Weinbach
Weinbach är en kommun i Landkreis Limburg-Weilburg i det tyska förbundslandet Hessen. Weinbach, som för första gången nämns i ett dokument från år 1344, har cirka 4 000 invånare. Kommunen bildades 1 december 1970 genom en sammanslutning av kommunerna Weinbach, Blessenbach, Freienfels och Gräveneck. Kommunerna Edelsberg och Elkerhausen uppgick i kommunen 1 juli 1974.

## Administrativ indelning
Weinbach består av sju Ortsteile.
- Weinbach
- Blessenbach
- Edelsberg
- Elkerhausen
- Freienfels
- Fürfurt
- Gräveneck